# Karrierismus
Der Begriff Karrierismus bezeichnet ein Verhalten, bei dem eine verantwortliche Person (Beamter, Funktionär, Manager, Offizier, Wissenschaftler) die Belange der eigenen Karriere in den Mittelpunkt ihrer Entscheidungen stellt.
In der Praxis bedeutet dies, dass eine Entscheidung nicht nach dem Kriterium fällt, welcher Weg dem Gesamtauftrag (z. B. dem langfristigen Wohl der Firma oder dem militärischen Auftrag) am ehesten dienlich ist, sondern welcher Weg das höchste Prestige bei höheren Führungsebenen und damit ein persönliches Fortkommen sichert.
Beispiele sind:
- in Politik und öffentlicher Verwaltung: Wenn Entscheidungen aufgrund von Lobbyismus und Populismus getroffen werden.
- in der Wirtschaft: Wenn zugunsten kurzfristiger Bilanzverbesserungen Zukunftsinvestitionen vernachlässigt werden (z. B. die Kürzung von Entwicklungsbudgets).
- militärisch: Wenn zugunsten von Äußerlichkeiten wie blanken Stiefeln wichtige Ausbildungen vernachlässigt werden.
- an Universitäten und Fachhochschulen: Wenn Dozenten sich größtenteils auf ihre Forschungen konzentrieren, anstatt den Studenten etwas beizubringen und ihnen zu helfen.
- im Sozialen: Wenn Konversationen beabsichtigt indirekt auf die eigene Person gelenkt werden (ähnlich dem Opportunismus).

Kennzeichnend für Karrierismus fördernde Situationen sind zwei Umstände, die eine Diskrepanz zwischen Karrierezielen und Auftrag ermöglichen:
- Der Verantwortungsträger muss nicht damit rechnen, dass die durch Karrierismus induzierte Fehlentscheidung später als Problem auf ihn zurückfallen wird (z. B. aufgrund kurzfristiger Verweildauer in der Position).
- Die Folgen der Entscheidungen sind für höhere Führungsebenen üblicherweise nicht vollständig ersichtlich.

In sozialistischen Ländern wurde vielfach versucht, den Begriff des Karrierismus als Straftatbestand zu etablieren. Obwohl dadurch karriereinduzierte Fehlentscheidungen verhindert werden sollten, verkam der Tatbestand spätestens unter Stalin zum Gummiparagraphen: Unabhängig von äußerlich nachvollziehbaren Gründen konnte jede – nicht vollständig auf Vorschriften zurückführbare – Entscheidung als Karrierismus ausgelegt werden und schlimmstenfalls ins Gulag führen; damit bedeuteten freie Entscheidungen ein erhebliches persönliches Risiko. Ein filmisches Dokument in diesem Zusammenhang ist der DEFA-Film Spur der Steine.
Karrierismus geht vielfach mit Ellenbogenmentalität oder auch Opportunismus einher, ist jedoch nicht mit diesen zu verwechseln.